# Pipkråka
Pipkråka (Corvus typicus) är en fågel i familjen kråkfåglar inom ordningen tättingar.

## Utseende och läte
Pipkråkan är en distinkt svart och vit kråka. De vita partierna hos adulta fåglar är smutsigare hos ungfåglar. Bland lätena hörs en lång rad ljudliga skrin, metalliska visslingar och pipiga toner, mycket olikt traditionella kråkläten och som gett arten dess namn.

## Utbredning och systematik
Fågeln förekommer på centrala och södra Sulawesi, Pulau Muna och i Butungöarna. Den behandlas som monotypisk, det vill säga att den inte delas in i några underarter.

## Status och hot
Arten har ett stort utbredningsområde, men tros minska i antal, dock inte tillräckligt kraftigt för att den ska betraktas som hotad. Internationella naturvårdsunionen IUCN listar arten som livskraftig (LC).

## Levnadssätt
Pipkråkan hittas i bergsskogar. Där håller den till i trädkronorna, i par eller smågrupper.